# Association nationale du selle français
L'Association nationale du selle français (ANSF) est une association nationale de race représentant la race équine du selle français depuis 2003.
Son but est de « conduire et assurer l'orientation, la sélection et l'amélioration génétique des équidés de race Selle Français » mais aussi de rassembler dans une même organisation tous les éleveurs et autres personnes concernées par la promotion des chevaux de race Selle français.
L'un de ses rôles majeurs est d'octroyer le label « Étalon selle français » aux chevaux qui correspondent aux critères de la race et sont voués à promouvoir la race selle français, donnant au propriétaire du mâle qui le reçoit le droit d'effectuer des saillies.
Elle est également l'organisatrice des Journées du Selle français (JSF) , vouées aux concours d'élevage, durant lesquelles se déroulent notamment les championnats de France des jeunes chevaux selle français de 2 et 3 ans, du championnat de France des 3 ans hongres et femelles à Equita'Lyon et de la Commission d'approbation des étalons lors de la Grande semaine de Fontainebleau, elle-même organisée par la Société hippique française.